# Leptoperla australica
Leptoperla australica är en bäcksländeart som först beskrevs av Günther Enderlein 1909.  Leptoperla australica ingår i släktet Leptoperla och familjen Gripopterygidae. Inga underarter finns listade i Catalogue of Life.